# 張瑝
张瑝（723年—735年），唐朝蒲州解县（今山西省运城市西南）人。
父亲巂州都督张审素被监察御史杨万顷诬告谋反。张审素被拘到雅州斩杀，张瑝和弟弟張琇，以年幼流放岭外。他俩后来逃回家乡。开元二十三年（735年），张瑝当时十三岁，和张琇在夜间狙击杨万顷，张瑝砍其马。杨万顷大惊，不及打斗，被张琇所杀。张瑝虽年长，但谋划及手刃，都是张琇干的。他们在汜水被官府捕获。中书令张九龄想要将他们免死。裴耀卿、李林甫上言国法不可纵报仇。唐玄宗下诏《決殺張瑝等兄弟敕》。命令河南府将兄弟二人杖杀。临刑赐食，张瑝不能进食，张琇神色自如，说：“下见先人，复何恨！”洛阳市民将兄弟二人葬在北邙山。